# Espártoco I
Espártoco foi um rei (ou tirano) do Reino do Bósforo, que reinou por sete anos, de 445 a.C. a 440 a.C. .
Ele tornou-se rei no ano em que Teodoro era arconte de Atenas e Marco Genúcio Augurino e C. (ou Agripa) Cúrcio Filo eram cônsules em Roma (445 a.C.).
Ele morreu no ano em que Apseude era arconte de Atenas e Tito Menênio e Próculo Gegânio Macerino (440 a.C.) eram cônsules em Roma, e foi sucedido por Selêuco I do Bósforo.